# Henry Danger
Henry Danger is een Amerikaanse televisieserie voor de jeugd, die in de periode 2014-2020 werd uitgezonden. De serie gaat over Henry Hart (Jace Norman) die het hulpje wordt van de held van de stad, Captain Man (Cooper Barnes).

## Verhaal
Henry Hart is een jongen met een leeftijd die in de loop van de vijf seizoenen oploopt van 13 naar 18 jaar. Hij woont in het stadje Swellview, en krijgt als 13-jarige een 'bijbaan' als Kid Danger, de assistent van de plaatselijke superheld in het stadje, Captain Man. Deze vertelt Henry dat hij zijn baan geheim moet houden. Kid Danger wordt net als Captain Man een publiek figuur, maar door zijn masker en uniform wordt hij niet herkend als Henry. Thuis vertelt Henry dat hij een baantje heeft in een winkeltje, maar het geheime ondergrondse kantoor van de superhelden is diep eronder. Na verloop van tijd komt Charlotte, een slim huisvriendinnetje van het gezin Hart, achter de geheimen, en later ook Jasper, de beste vriend van Henry.
Schwoz is een geniale uitvinder van magische apparatuur, die na een ruzie in het verleden ontslagen is door Captain Man, maar weer in dienst wordt genomen nadat in allerlei apparatuur storingen optraden. Hij is wel nonchalant qua veiligheid bij het testen van nieuwe uitvindingen, en is ook verder een beetje vreemd.

## Vervolgserie
In 2020 begon de vervolgserie, Danger Force. De personages uit deze serie maakten hun entree tijdens het laatste seizoen.

## Streamingdiensten
Streamingdiensten waar Henry Danger in Nederland anno oktober 2023 te zien is:
- SkyShowtime: alle seizoenen.
- Netflix: seizoen 2, met keuze tussen originele en nagesynchroniseerde audio. De nummering van de afleveringen komt overeen met de laatste twee cijfers van de productiecode.
- Videoland: seizoen 4 en 5, alleen nagesynchroniseerd.
- kpn pluspakket: seizoen 5.

## Rolverdeling
| Acteur/actrice         | Personage                    | Nederlandse stem    | Bijzonderheden                                 |
| ---------------------- | ---------------------------- | ------------------- | ---------------------------------------------- |
| Jace Norman            | Henry Hart / Kid Danger      | Valentijn Banga     | Hoofdrol                                       |
| Cooper Barnes          | Ray Manchester / Captain Man | Alexander de Bruijn | Hoofdrol                                       |
| Riele Downs            | Charlotte Page               | Échica Florijn      | Hoofdrol                                       |
| Sean Ryan Fox          | Jasper Dunlop                | Bauke van Boheemen  | Hoofdrol                                       |
| Ella Anderson          | Piper Hart                   | Eva Kolsteren       | Hoofdrol                                       |
| Michael D. Cohen       | Schwoz                       | Thijs van Aken      | Bijrol vanaf productie 110, hoofdrol 2019–2020 |
| Jeffrey Nicholas Brown | Jake Hart                    | Emiel de Jong       | Bijrol                                         |
| Kelly Sullivan         | Siren Hart                   | Marlies Somers      | Bijrol                                         |
| Andrew Caldwell        | Mitch Bilsky                 | Job Bovelander      | Bijrol                                         |
| Zoran Korach           | Goomer                       | Dennis Willekens    | Gastrol                                        |
| Joe Kaprielian         | Sidney Birnbaum              | Peter de Kroon      | Gastrol                                        |
| Tommy Walker           | Drex Stinklebaum             | ??                  | Gastrol                                        |
| David Blue             | Rick Twitler                 | Kevin Hassing       | Gastrol                                        |

## Afleveringen
| Seizoen | Afleveringen | Uitzendingen VS   | Uitzendingen VS | Uitzendingen NL  | Uitzendingen NL   |
| Seizoen | Afleveringen | Start             | Einde           | Start            | Einde             |
| ------- | ------------ | ----------------- | --------------- | ---------------- | ----------------- |
| Tv-film | 2            | 26 juli 2014      | 26 juli 2014    | 15 november 2014 | 15 november 2014  |
| 1       | 24           | 13 september 2014 | 16 mei 2015     | 1 februari 2015  | oktober 2015      |
| 2       | 19           | 12 september 2015 | juli 2016       | april 2016       | oktober 2016      |
| 3       | 20           | 17 september 2016 | 7 oktober 2017  | april 2017       | 21 januari 2018   |
| 4       | 20           | 21 oktober 2017   | 20 oktober 2018 | 14 februari 2018 | 30 april 2019     |
| 5       | 40           | 3 november 2018   | 21 maart 2020   | 6 mei 2019       | 27 september 2020 |

### Tv-film
| Nummer | Nummer van seizoen | Titel                                              | Regie | Script        | Uitzenddatum                  | Productiecode |
| ------ | ------------------ | -------------------------------------------------- | ----- | ------------- | ----------------------------- | ------------- |
| 1-2    | 1-2                | Het Gevaar Begint (The Danger Begins), deel 1 en 2 |       | Dan Schneider | 26 juli 2014 15 november 2014 | 101-102       |
|        |                    |                                                    |       |               |                               |               |

### Seizoen 1 (2014 en 2015)
| Nummer | Nummer van seizoen | Titel                                                               | Regie        | Script        | Uitzenddatum                       | Productiecode |
| ------ | ------------------ | ------------------------------------------------------------------- | ------------ | ------------- | ---------------------------------- | ------------- |
| 3      | 1                  | Meer Danger, Meer Problemen (Mo' Danger, Mo' Problems)              |              | Dan Schneider | 13 september 2014 1 februari 2015  | 103           |
|        |                    |                                                                     |              |               |                                    |               |
| 4      | 2                  | Het geheim wordt onthuld (The Secret Gets Out)                      |              | Dan Schneider | 20 september 2014 8 februari 2015  | 104           |
|        |                    |                                                                     |              |               |                                    |               |
| 5      | 3                  | De tranen van de lollige kever (Tears of the Jolly Beetle)          |              | Dan Schneider | 27 september 2014 15 februari 2017 | 105           |
|        |                    |                                                                     |              |               |                                    |               |
| 6      | 4                  | De invaller (Substitute Teacher)                                    |              | Dan Schneider | 4 oktober 2014 22 februari 2015    | 106           |
|        |                    |                                                                     |              |               |                                    |               |
| 7      | 5                  | Jasper Danger                                                       |              | Dan Schneider | 18 oktober 2014 1 maart 2015       | 107           |
|        |                    |                                                                     |              |               |                                    |               |
| 8      | 6                  | De ruimtesteen (The Space Rock)                                     |              | Dan Schneider | 1 november 2014 8 maart 2015       | 108           |
|        |                    |                                                                     |              |               |                                    |               |
| 9      | 7                  | Een ongelukkige verjaardag (Birthday Girl Down)                     |              | Dan Schneider | 8 november 2014 15 maart 2015      | 109           |
|        |                    |                                                                     |              |               |                                    |               |
| 10     | 8                  | Alles op het spel (Too Much Game)                                   |              | Dan Schneider | 15 november 2014 21 maart 2015     | 110           |
|        |                    |                                                                     |              |               |                                    |               |
| 11     | 9                  | Henry het beest (Henry the Man-Beast)                               |              | Dan Schneider | 22 november 2014 28 maart 2015     | 111           |
|        |                    |                                                                     |              |               |                                    |               |
| 12     | 10                 | Onzichtbare Brad (Invisible Brad)                                   |              | Dan Schneider | 10 januari 2015 4 april 2015       | 112           |
|        |                    |                                                                     |              |               |                                    |               |
| 13     | 11                 | Spoiler Alarm (Spoiler Alert)                                       |              | Dan Schneider | 24 januari 2015 11 april 2015      | 113           |
|        |                    |                                                                     |              |               |                                    |               |
| 14     | 12                 | Let's Make a Steal                                                  |              | Dan Schneider | 31 januari 2015 18 april 2015      | 114           |
|        |                    |                                                                     |              |               |                                    |               |
| 15     | 13                 | Supervulkaan (Super Volcano)                                        |              | Dan Schneider | 7 februari 2015 25 april 2015      | 115           |
|        |                    |                                                                     |              |               |                                    |               |
| 16     | 14                 | Mijn valse valentijn (My Phony Valentine)                           |              | Dan Schneider | 14 februari 2015 oktober 2015      | 116           |
|        |                    |                                                                     |              |               |                                    |               |
| 17     | 15                 | Ingesloten (Caved In)                                               | Nathan Kress | Dan Schneider | 28 februari 2015 oktober 2015      | 117           |
|        |                    |                                                                     |              |               |                                    |               |
| 18     | 16                 | De liftkus (Elevator Kiss)                                          |              | Dan Schneider | 7 maart 2015 oktober 2015          | 118           |
|        |                    |                                                                     |              |               |                                    |               |
| 19     | 17                 | Man des huizes (Man of the House)                                   |              | Dan Schneider | 14 maart 2015 oktober 2015         | 119           |
|        |                    |                                                                     |              |               |                                    |               |
| 20     | 18                 | Dromenjagers (Dream Busters)                                        |              | Dan Schneider | 21 maart 2015 oktober 2015         | 120           |
|        |                    |                                                                     |              |               |                                    |               |
| 21     | 19                 | Huisarrest (Kid Grounded)                                           |              | Dan Schneider | 4 april 2015 oktober 2015          | 121           |
|        |                    |                                                                     |              |               |                                    |               |
| 22     | 20                 | Captain Eikel (Captain Jerk)                                        |              | Dan Schneider | 11 april 2015 oktober 2015         | 122           |
|        |                    |                                                                     |              |               |                                    |               |
| 23     | 21                 | De emmerval (The Bucket Trap)                                       |              | Dan Schneider | 18 april 2015 oktober 2015         | 123           |
|        |                    |                                                                     |              |               |                                    |               |
| 24     | 22                 | Henry en het stoute meisje, deel 1 (Henry and the Bad Girl, Part 1) |              | Dan Schneider | 2 mei 2015 oktober 2015            | 124           |
|        |                    |                                                                     |              |               |                                    |               |
| 25     | 23                 | Henry en het stoute meisje, deel 2 (Henry and the Bad Girl, Part 2) |              | Dan Schneider | 9 mei 2015 oktober 2015            | 125           |
|        |                    |                                                                     |              |               |                                    |               |
| 26     | 24                 | Jasper's echte vriendinnetje (Jasper's Real Girlfriend)             |              | Dan Schneider | 16 mei 2015 oktober 2015           | 126           |
|        |                    |                                                                     |              |               |                                    |               |

### Seizoen 2 (2015 en 2016)
| Nummer                        | Nummer van seizoen | Titel                                                       | Regie | Script        | Uitzenddatum                 | Productiecode |
| ----------------------------- | ------------------ | ----------------------------------------------------------- | ----- | ------------- | ---------------------------- | ------------- |
| 27                            | 1                  | Het verhaal gaat verder (The Beat Goes On)                  |       | Dan Schneider | 12 september 2015 april 2016 | 201           |
|                               |                    |                                                             |       |               |                              |               |
| 28                            | 2                  | 1 Henry, 3 Meiden, deel 1 (One Henry, Three Girls, Part 1)  |       | Dan Schneider | 19 september 2015 april 2016 | 202           |
|                               |                    |                                                             |       |               |                              |               |
| 29                            | 3                  | 1 Henry, 3 Meiden, deel 2 (One Henry, Three Girls, Part 2)  |       | Dan Schneider | 26 september 2015 april 2016 | 203           |
|                               |                    |                                                             |       |               |                              |               |
| 30                            | 4                  | Henry en de Woodpeckers (Henry & the Woodpeckers)           |       | Dan Schneider | 3 oktober 2015 april 2016    | 204           |
|                               |                    |                                                             |       |               |                              |               |
| 31                            | 5                  | Captain Man: op vakantie (Captain Man: On Vacation)         |       | Dan Schneider | 10 oktober 2015 april 2016   | 205           |
|                               |                    |                                                             |       |               |                              |               |
| 32                            | 6                  | De tijdrover (The Time Jerker)                              |       | Dan Schneider | 7 november 2015 april 2015   | 206           |
|                               |                    |                                                             |       |               |                              |               |
| 33                            | 7                  | Geheime biefstuk (Secret Beef)                              |       | Dan Schneider | 14 november 2015 april 2016  | 207           |
|                               |                    |                                                             |       |               |                              |               |
| 34                            | 8                  | Henry's Jelly (Jaloerse Henry)                              |       | Dan Schneider | 21 november 2015 april 2016  | 208           |
|                               |                    |                                                             |       |               |                              |               |
| 35                            | 9                  | Kerstmis in de nor (Christmas Danger)                       |       | Dan Schneider | 28 november 2015 juli 2016   | 209           |
|                               |                    |                                                             |       |               |                              |               |
| 36                            | 10                 | Onverwoestbare Henry, Deel 1 (Indestructable Henry, Part 1) |       | Dan Schneider | 19 maart 2016 juli 2016      | 210           |
|                               |                    |                                                             |       |               |                              |               |
| 37                            | 11                 | Onverwoestbare Henry, Deel 2 (Indestructable Henry, Part 2) |       | Dan Schneider | 26 maart 2016 juli 2016      | 211           |
|                               |                    |                                                             |       |               |                              |               |
| 38                            | 12                 | SMS, Leugens en Video (Text, Lies & Video)                  |       | Dan Schneider | 9 april 2016 oktober 2016    | 212           |
|                               |                    |                                                             |       |               |                              |               |
| 39                            | 13                 | Omgekeerd Universum (Opposite Universe)                     |       | Dan Schneider | 16 april 2016 oktober 2016   | 213           |
|                               |                    |                                                             |       |               |                              |               |
| 40                            | 14                 |                                                             |       | Dan Schneider | 23 april 2016 oktober 2016   | 217           |
|                               |                    |                                                             |       |               |                              |               |
| 41                            | 15                 | Ossenpokken (Ox Pox)                                        |       | Dan Schneider | 30 april 2016 oktober 2016   | 218           |
|                               |                    |                                                             |       |               |                              |               |
| 42                            | 16                 | Dubbelganger (Twin Henrys)                                  |       | Dan Schneider | 7 mei 2016 oktober 2016      | 216           |
|                               |                    |                                                             |       |               |                              |               |
| 43-44                         | 17-18              | Danger & Thunder                                            |       | Dan Schneider | 18 juni 2016 oktober 2016    | 214-215       |
| crossover met De Thundermans. |                    |                                                             |       |               |                              |               |
| 45                            | 19                 | Ik ken je geheim (I Know Your Secret)                       |       | Dan Schneider | 17 juli 2016 oktober 2016    | 219           |
|                               |                    |                                                             |       |               |                              |               |

### Seizoen 3 (2016 en 2017)
| Nummer | Nummer van seizoen | Titel                                                 | Regie | Script        | Uitzenddatum                       | Productiecode |
| ------ | ------------------ | ----------------------------------------------------- | ----- | ------------- | ---------------------------------- | ------------- |
| 46     | 1                  | A Fiñata Full of Death Bugs                           |       | Dan Schneider | 17 september 2016 april 2017       | 301           |
|        |                    |                                                       |       |               |                                    |               |
| 47     | 2                  | Liefdesmuffin (Love Muffin)                           |       | Dan Schneider | 24 september 2016 april 2017       | 302           |
|        |                    |                                                       |       |               |                                    |               |
| 48     | 3                  | Schreeuwmachine (Scream Machine)                      |       | Dan Schneider | 1 oktober 2016 april 2017          | 303           |
|        |                    |                                                       |       |               |                                    |               |
| 49     | 4                  | Mond snoepje (Mouth Candy)                            |       | Dan Schneider | 8 oktober 2016 april 2017          | 305           |
|        |                    |                                                       |       |               |                                    |               |
| 50     | 5                  | Het probleem met Frittles (The Problem with Frittles) |       | Dan Schneider | 5 november 2016 april 2017         | 304           |
|        |                    |                                                       |       |               |                                    |               |
| 51-52  | 6-7                | Hour of Power                                         |       | Dan Schneider | 11 november 2016 mei 2017          | 307-308       |
|        |                    |                                                       |       |               |                                    |               |
| 53     | 8                  | Het gevaar ontwijken (Dodging Danger)                 |       | Dan Schneider | 2 december 2016 juli 2017          | 311           |
|        |                    |                                                       |       |               |                                    |               |
| 54     | 9                  | Gas erop of zakken (Gas or Fail)                      |       | Dan Schneider | 25 maart 2017 2 oktober 2017       | 306           |
|        |                    |                                                       |       |               |                                    |               |
| 55     | 10                 | JAM Sessie (JAM Session)                              |       | Dan Schneider | 8 april 2017 3 oktober 2017        | 309           |
|        |                    |                                                       |       |               |                                    |               |
| 56     | 11                 | Groene vingers (Green Fingers)                        |       | Dan Schneider | 22 april 2017 4 oktober 2017       | 310           |
|        |                    |                                                       |       |               |                                    |               |
| 57     | 12                 | Ruimtevaarders, deel 1 (Space Invaders, Part 1)       |       | Dan Schneider | 11 maart 2017 5 oktober 2017       | 312           |
|        |                    |                                                       |       |               |                                    |               |
| 58     | 13                 | Ruimtevaarders, deel 2 (Space Invaders, Part 2)       |       | Dan Schneider | 18 maart 2017 6 oktober 2017       | 313           |
|        |                    |                                                       |       |               |                                    |               |
| 59     | 14                 | Dubbeldate gevaar (Double Date Danger)                |       | Dan Schneider | 11 februari 2017 9 oktober 2017    | 314           |
|        |                    |                                                       |       |               |                                    |               |
| 60     | 15                 | Vliegles (License to Fly)                             |       | Dan Schneider | 15 april 2017 10 oktober 2017      | 315           |
|        |                    |                                                       |       |               |                                    |               |
| 61     | 16                 | Vast in Twee Holen (Stuck in Two Holes)               |       | Dan Schneider | 29 april 2017 11 oktober 2017      | 318           |
|        |                    |                                                       |       |               |                                    |               |
| 62     | 17                 | Frankini's Web: Deel 1 (Live and Dangerous, Part 1)   |       | Dan Schneider | 16 september 2017 10 december 2017 | 319           |
|        |                    |                                                       |       |               |                                    |               |
| 63     | 18                 | Frankini's Web: Deel 2 (Live and Dangerous, Part 2)   |       | Dan Schneider | 23 september 2017 10 december 2017 | 320           |
|        |                    |                                                       |       |               |                                    |               |
| 64     | 19                 | Balloons of Doom                                      |       | Dan Schneider | 30 september 2017 21 januari 2018  | 318           |
|        |                    |                                                       |       |               |                                    |               |
| 65     | 20                 | Swellview's Got Talent                                |       | Dan Schneider | 7 oktober 2017 14 januari 2018     | 316           |
|        |                    |                                                       |       |               |                                    |               |

### Seizoen 4 (2017 en 2018)
| Nummer                                                         | Nummer van seizoen | Titel                                                      | Regie         | Script                      | Uitzenddatum                           | Productiecode |
| -------------------------------------------------------------- | ------------------ | ---------------------------------------------------------- | ------------- | --------------------------- | -------------------------------------- | ------------- |
| 66                                                             | 1                  | Ziek & afgetapt (Sick & Wired)                             |               | Dan Schneider               | 21 oktober 2017 14 februari 2018       | 404           |
|                                                                |                    |                                                            |               |                             |                                        |               |
| 67                                                             | 2                  | Gebral in de Hal (Brawl in the Hall)                       |               | Dan Schneider               | 4 november 2017 15 februari 2018       | 405           |
|                                                                |                    |                                                            |               |                             |                                        |               |
| 68                                                             | 3                  | De steen-doos-dump (The Rock Box Dump)                     |               | Dan Schneider               | 11 november 2017 16 februari 2018      | 406           |
|                                                                |                    |                                                            |               |                             |                                        |               |
| 69-71                                                          | 4-6                | Danger Games                                               |               | Dan Schneider               | 25 november 2017 3, 10 & 17 maart 2018 | 401-402-403   |
| crossover met Game Shakers                                     |                    |                                                            |               |                             |                                        |               |
| 72                                                             | 7                  | Blijf kijken voor meer Danger (Toon in For Danger)         |               | Dan Schneider               | 15 januari 2018 18 mei 2018            | 411           |
| Lead-in naar de cartoon spin-off The Adventures of Kid Danger. |                    |                                                            |               |                             |                                        |               |
| 73                                                             | 8                  | Meet Cute Crush                                            |               | Dan Schneider               | 10 februari 2018 23 juni 2018          | 418           |
|                                                                |                    |                                                            |               |                             |                                        |               |
| 74                                                             | 9                  | Terug naar het gevaar, deel 1 (Back to the Danger, Part 1) | David Kendall | Dan Schneider Andrew Thomas | 24 maart 2018 2 juni 2018              | 407           |
|                                                                |                    |                                                            |               |                             |                                        |               |
| 75                                                             | 10                 | Terug naar het gevaar, deel 2 (Back to the Danger, Part 2) |               | Dan Schneider               | 31 maart 2018 9 juni 2018              | 408           |
|                                                                |                    |                                                            |               |                             |                                        |               |

### Seizoen 5 (2018 en 2020)
| Nummer | Nummer van seizoen | Titel                       | Regie | Script        | Uitzenddatum | Productiecode |
| ------ | ------------------ | --------------------------- | ----- | ------------- | ------------ | ------------- |
| 76     | 1                  | Flubbergas                  |       | Dan Schneider |              | 409           |
|        |                    |                             |       |               |              |               |
| 77     | 2                  | Danger mysteries            |       | Dan Schneider |              |               |
|        |                    |                             |       |               |              |               |
| 78     | 3                  | Henry's verjaardag          |       | Dan Schneider |              |               |
|        |                    |                             |       |               |              |               |
| 79     | 4                  | Fluitende susie             |       | Dan Schneider |              |               |
|        |                    |                             |       |               |              |               |
| 80     | 5                  | Cactus con                  |       | Dan Schneider |              |               |
|        |                    |                             |       |               |              |               |
| 81     | 6                  | krachtenverlies (deel 1)    |       | Dan Schneider |              |               |
|        |                    |                             |       |               |              |               |
| 82     | 7                  | krachtenverlies (deel 2)    |       | Dan Schneider |              |               |
|        |                    |                             |       |               |              |               |
| 83     | 8                  | krachtenverlies (deel3)     |       | Dan Schneider |              |               |
|        |                    |                             |       |               |              |               |
| 84     | 9                  | ridderlijk bezoek           |       | Dan Schneider |              |               |
|        |                    |                             |       |               |              |               |
| 85     | 10                 | gips danger                 |       | Dan Schneider |              |               |
|        |                    |                             |       |               |              |               |
| 86     | 11                 | vreemde vogels              |       | Dan Schneider |              |               |
|        |                    |                             |       |               |              |               |
| 87     | 12                 | de familie bilsky           |       | Dan Schneider |              |               |
|        |                    |                             |       |               |              |               |
| 88     | 13                 | geheime kamer               |       | Dan Schneider |              |               |
|        |                    |                             |       |               |              |               |
| 89     | 14                 | eten met big foot           |       | Dan Schneider |              |               |
|        |                    |                             |       |               |              |               |
| 90     | 15                 | geest in stofzuiger         |       | Dan Schneider |              |               |
|        |                    |                             |       |               |              |               |
| 91     | 16                 | dangerdromen                |       | Dan Schneider |              |               |
|        |                    |                             |       |               |              |               |
| 92     | 17                 | molmensen                   |       | Dan Schneider |              |               |
|        |                    |                             |       |               |              |               |
| 93     | 18                 | chip tegen chip             |       | Dan Schneider |              |               |
|        |                    |                             |       |               |              |               |
| 94     | 19                 | danger. henry danger        |       | Dan Schneider |              |               |
|        |                    |                             |       |               |              |               |
| 95     | 20                 | massagestoel                |       | Dan Schneider |              |               |
|        |                    |                             |       |               |              |               |
| 96     | 21                 | The Musical                 |       | Dan Schneider |              | 897           |
|        |                    |                             |       |               |              |               |
| 97     | 22                 | The Musical Sing-A-Long     |       | Dan Schneider |              | 897B          |
|        |                    |                             |       |               |              |               |
| 98     | 23                 | een paar pipers             |       | Dan Schneider |              |               |
|        |                    |                             |       |               |              |               |
| 99     | 24                 | zusjesgezeur (deel 1)       |       | Dan Schneider |              |               |
|        |                    |                             |       |               |              |               |
| 100    | 25                 | zusjesgezeur (deel 2)       |       | Dan Schneider |              |               |
|        |                    |                             |       |               |              |               |
| 101    | 26                 | captain mamma               |       | Dan Schneider |              |               |
|        |                    |                             |       |               |              |               |
| 102    | 27                 | zichtbare brad              |       | Dan Schneider |              |               |
|        |                    |                             |       |               |              |               |
| 103    | 28                 | verhaaltank                 |       | Dan Schneider |              |               |
|        |                    |                             |       |               |              |               |
| 104    | 29                 | kerst klappen               |       | Dan Schneider |              |               |
|        |                    |                             |       |               |              |               |
| 105    | 30                 | jaloegram muur              |       | Dan Schneider |              |               |
|        |                    |                             |       |               |              |               |
| 106    | 31                 | meneer goedlachs            |       | Dan Schneider |              |               |
|        |                    |                             |       |               |              |               |
| 107    | 32                 | theranos laarsen            |       | Dan Schneider |              |               |
|        |                    |                             |       |               |              |               |
| 108    | 33                 | knokr                       |       | Dan Schneider |              |               |
|        |                    |                             |       |               |              |               |
| 109    | 34                 | de datecave                 |       | Dan Schneider |              |               |
|        |                    |                             |       |               |              |               |
| 110    | 35                 | telefoontragedie            |       | Dan Schneider |              |               |
|        |                    |                             |       |               |              |               |
| 111    | 36                 | escape room                 |       | Dan Schneider |              |               |
|        |                    |                             |       |               |              |               |
| 112    | 37                 | het begin van het einde     |       | Dan Schneider |              |               |
|        |                    |                             |       |               |              |               |
| 113    | 38                 | captain drex                |       | Dan Schneider |              |               |
|        |                    |                             |       |               |              |               |
| 114    | 39                 | het lot van danger (deel 1) |       | Dan Schneider |              |               |
|        |                    |                             |       |               |              |               |
| 115    | 40                 | het lot van danger (deel 2) |       | Dan Schneider |              |               |
|        |                    |                             |       |               |              |               |

## Prijzen en nominaties
| Jaar | Prijs               | Categorie                     | Resultaat   | Bron  |
| ---- | ------------------- | ----------------------------- | ----------- | ----- |
| 2015 | Kids' Choice Awards | Favorite TV Show              | Genomineerd | [ 1 ] |
| 2016 | Kids' Choice Awards | Favorite TV Show              | Genomineerd | [ 2 ] |
| 2017 | Kids' Choice Awards | Favorite TV Show – Kids' Show | Gewonnen    | [ 3 ] |